# Шавийани
Атолл Шавийани (мальд. މިލަދުންމަޑުލު އުތުރުބުރި), или атолл Северный Миладхунмадулу,  — административная единица Мальдивских островов. Она соответствует северной части природного атолла Миладхунмадулу. Административный центр атолла Шавийани располагается на острове Фунадхоо.

## Административное деление
Хаа Алифу, Хаа Даалу, Шавийани, Ноону, Раа, Баа, Каафу, и т. д. являются буквенными обозначениями, присвоенными современным административным единицам Мальдивских островов. Они не являются собственными названиями атоллов, которые входят в состав этих административных единиц. Некоторые атоллы разделены между двумя административными единицами, в другие административные единицы входят два или более атоллов. Порядок буквенных обозначений идет с севера на юг по буквам алфавита тана, который используется в языке дивехи. Эти обозначения неточны с географической и культурной точки зрения, однако популярны среди туристов и иностранцев, прибывающих на Мальдивы. Они находят их более простыми и запоминающимися по сравнению с настоящими названиями атоллов на языке дивехи (кроме пары исключений, как, например, атолл Ари).

## Обитаемые острова
В состав атолла Шавийани входят 14 островов, имеющих постоянное местное население: Билеффахи, Феевах, Фейдхоо, Фоакаидхоо, Фунадхоо, Гоидхоо, Кандитхеему, Командоо, Лхаимагу, Мааунгоодхоо, Мароши, Миландхоо, Нарудхоо и Ноомараа.